# Surrey (Jamaica)
Surrey is een van de drie historische county's van Jamaica. De county's in Jamaica zijn een historische bestuurseenheid en hebben tegenwoordig geen betekenis meer.
Surrey telt 823.689 inwoners op een oppervlakte van 2009 km².
Surrey omvat de volgende parishes:
- Kingston
- Portland
- Saint Andrew
- Saint Thomas